# Эскартин, Фернандо
Фернандо Эскартин Коти (исп. Fernando Escartín Coti; род. 24 января 1968, Бьескас, Арагон) — испанский шоссейный велогонщик, выступавший на профессиональном уровне в период 1990—2002 годов. Победитель «Вуэльты Каталонии», двукратный победитель «Вуэльты Арагона», победитель одного из этапов «Тур де Франс».

## Биография
Фернандо Эскартин родился 24 апреля 1968 года в городе Бьескас провинции Уэска автономного сообщества Арагон.
Начинал профессиональную карьеру в 1990 году в испанской команде CLAS–Cajastur, в 1992 году дебютировал на «Тур де Франс», заняв в генеральной классификации 45 место. В 1993 году одержал победу на однодневной гонке Gran Premio de Náquera и закрыл десятку сильнейших в общем зачёте «Вуэльты Испании».
В 1994 году перешёл в итальянский клуб Mapei, в составе которого побеждал в гонках Clásica de los Puertos, Clásica de Sabiñanigo, Vuelta a los Valles Mineros, занял первое место в генеральной классификации «Вуэльты Арагона», где также стал победителем третьего этапа.
Начиная с 1996 года Эскартин представлял испанскую профессиональную команду Kelme, и именно с ней связаны все его главные успехи на международной арене. Так, в дебютном сезоне в новом коллективе он победил на Clásica de los Puertos и занял третье место в зачёте испанского национального первенства на шоссе, затем в 1997 году добавил в послужной список победу на «Вуэльте Каталонии», занял третье место на «Вуэльте Астурии» и второе место на «Вуэльте Испании», уступив в генерале только швейцарцу Алексу Цулле.
В 1998 году вновь выиграл «Вуэльту Арагона», стал третьим на «Вуэльте Каталонии», тогда как на «Вуэльте Испании» вновь показал второй результат — на этот раз его обошёл соотечественник Абрахам Олано.
Сезон 1999 года оказался одним из самых успешных сезонов в спортивной карьере Фернандо Эскартина. Он занял третье место на «Вуэльте Астурии», выиграв попутно четвёртый и пятый этапы, был лучшим в зачёте многодневки Euskal Bizikleta. На «Тур де Франс» этого сезона выиграл пятнадцатый этап и стал в генеральной классификации третьим, уступив обладателю жёлтой майки американцу Лэнсу Армстронгу около десяти секунд. Примечательно, что Армстронг впоследствии был лишён этой победы из-за допинга и занявший второе место швейцарец Цулле так же признавался в употреблении запрещённых веществ в этот период, в то время как Эскартина никогда не уличали в нарушении антидопингового законодательства. Таким образом, спустя годы испанец мог бы претендовать на победу в этом гранд-туре, хотя сам спортсмен отмечал, что его вполне устраивает закреплённое за ним третье место.
В 2000 году был восьмым на «Туре» и седьмым на «Вуэльте», после чего покинул Kelme.
Завершал спортивную карьеру в немецкой команде Team Coast, где в период 2001—2002 годов проехал ещё несколько крупных гонок, в том числе занял третье место на Чемпионате Цюриха и впервые проехал гранд-тур «Джиро д’Италия», став в итоге восьмым.

## Результаты на Гранд-турах
| Grand Tour      | 1992 | 1993 | 1994 | 1995 | 1996 | 1997 | 1998 | 1999 | 2000 | 2001 | 2002 |
| --------------- | ---- | ---- | ---- | ---- | ---- | ---- | ---- | ---- | ---- | ---- | ---- |
| Джиро д'Италия  | —    | —    | —    | —    | —    | —    | —    | —    | —    | —    | 8    |
| Тур де Франс    | 45   | 30   | 12   | 7    | 8    | 5    | DNF  | 3    | 8    | —    | —    |
| Вуэльта Испании | —    | 10   | 9    | —    | 10   | 2    | 2    | DNF  | 7    | 10   | DNF  |

DNF - не финишировал